# Amaurochrous ovalis
Amaurochrous ovalis är en insektsart som beskrevs av Barber och Sailer 1953. Amaurochrous ovalis ingår i släktet Amaurochrous och familjen bärfisar. Inga underarter finns listade i Catalogue of Life.